# Instytut Wydawniczy SIMP
Stowarzyszenie Inżynierów i Techników Mechaników Polskich (SIMP) wydawało znaczne ilości publikacji technicznych i popularyzujących wiedzę techniczną. Po II wojnie światowej, w kilka miesięcy po wznowieniu działalności SIMP Zarząd Główny w dniu 24 października 1946 podjął uchwałę o powołaniu do życia Instytutu Wydawniczego SIMP. Dotychczasowa Komisja Wydawnicza SIMP została przekształcona na Radę Wydawniczą Instytutu Wydawniczego SIMP.
Pierwszym dyrektorem Instytutu Wydawniczego SIMP został mgr inż. Adam Tadeusz Troskolański.
Instytut Wydawniczy SIMP istniał tylko trzy lata, do 1 stycznia roku 1950, tj. do momentu reorganizacji działalności wydawniczej SIMP w skali ogólnopolskiej.
Dorobek IW SIMP obejmuje około 300 000 egzemplarzy książek i ponad 700 000 zeszytów czasopism. Wartość wydanych przez IW SIMP pozycji, wyrażony w cenach sprzedaży z roku 1949, wynosiła 210 milionów złotych.
Wśród pozycji książkowych wydanych przez IW SIMP, można wymienić wielotomowe dzieło pt. „Poradnik Techniczny Mechanik” oraz „Mały Poradnik Mechanika”. W przypadku zeszytów czasopism najważniejsze pozycje to: „Przegląd Techniczny”, „Mechanik”, „Przegląd Spawalnictwa”, „Technika Lotnicza”.
Decyzja o likwidacji Instytutu Wydawniczego SIMP została podjęta na zebraniu Zarządu Głównego Stowarzyszenia w dniu 20 stycznia 1950 r.